# Alfred Rapp

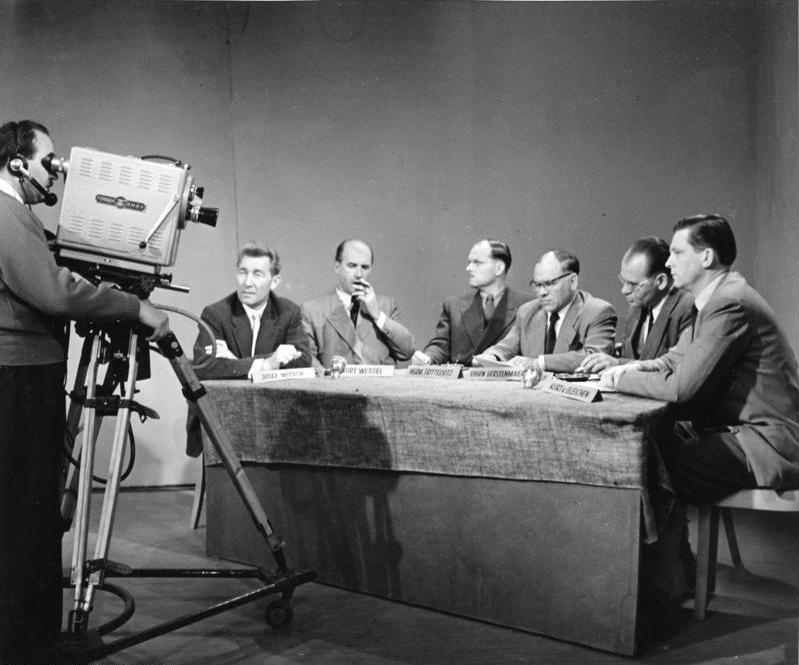
Alfred Rapp (2.v.r.) bei einem TV-Journalistengespräch 1953; links von ihm: Eugen Gerstenmaier, rechts: Kurt von Gleichen

Alfred Rapp (* 3. Januar 1903 in Karlsruhe; † August 1991) war ein deutscher Journalist.

## Leben
Alfred Rapp war promovierter Historiker und arbeitete zunächst als wissenschaftlicher Mitarbeiter des Landtags der Republik Baden, zu dieser Region verfasste er auch mehrere historische Werke. In den Jahren 1929 bis 1934 arbeitete er als Redakteur bei der Mannheimer Neuen Badischen Landeszeitung. Nach deren Einstellung war er bis 1937 als Autor tätig, danach wieder bis 1941 als Redakteur, diesmal als Leiter des Ressorts Politik der Dresdner Neuesten Nachrichten.
Ende Mai 1941 ersetzte Rapp den stellvertretenden Chefredakteur der Besatzungszeitung Pariser Zeitung, Emil Frotscher, gleichzeitig war er auch Paris-Korrespondent der NS-Wochenzeitung Das Reich. Nach dem Ende der Pariser Zeitung im Jahr 1944 diente Rapp in der Wehrmacht, 1945 wurde er in der Schweiz interniert.
In den Jahren 1948/49 arbeitete Rapp für verschiedene Zeitungen als Korrespondent beim Frankfurter Wirtschaftsrat. 1950 wurde er Parlamentskorrespondent der Frankfurter Allgemeinen Zeitung (FAZ) und übernahm auch später die Leitung des Bonner Büros. Von besonderer Bedeutung war seine Präsidentschaft des Deutschen Presseclubs, die er in den Jahren 1953 bis 1965 innehatte. Rapp gehörte zu den bevorzugten Journalisten Konrad Adenauers und wurde mit dem Großen Verdienstkreuz der Bundesrepublik Deutschland ausgezeichnet.

## Veröffentlichungen
- Die badischen Landtags-Abgeordneten 1905/1929 mit Bibliographie und Statistiken zur Geschichte des badischen Landtags. Badenia, Karlsruhe 1929.
- Die Parteibewegung in Baden 1905/1928. Badenia, Karlsruhe 1929.
- 75 Jahre Neue Badische Landeszeitung. Geschichte einer Zeitung, Geschichte einer Stadt. Mannheimer Vereinsdr., Mannheim 1931.
- Die Habsburger. Die Tragödie eines halben Jahrtausends deutscher Geschichte. 5. Aufl. Franckh, Stuttgart 1936.
- Der Fluch des Duodez. Patrioten und Partikularisten am Oberrhein. Führer-Verl., Karlsruhe 1936.
- Deutsche Geschichte am Oberrhein. 4. Aufl. Führer-Verl., Karlsruhe 1937.
- Reichsstadt am Oberrhein. Strassburg in der altdeutschen Geschichte. 2. Aufl. Oberrhein. Gauverl., Strassburg 1941.
- Glanz und Elend eines Jahrtausends. Die Geschichte der Deutschen. Spemann, Stuttgart 1958.
- Bonn auf der Waage. Ist unser Staat wetterfest? Union-Verlag, Stuttgart 1959.
- Abschied von dreitausend Jahren. Eine Geschichte Europas. Deutsche Verlags-Anstalt, Stuttgart 1964.
- Das fanatische Jahrhundert. Die grosse Legende von den Glaubenskriegen. Deutsche Verlags-Anstalt, Stuttgart 1970.
- Der Bundesrat. Blick auf 25 Jahre, 1949-1974. Verlag Bonn Aktuell, Bonn 1974, ISBN 3-87959-025-7.